# Silidiscodon
Silidiscodon es un género de coleóptero de la familia Cantharidae.

## Especies
Las especies de este género son:
- Silidiscodon lavagaensis
- Silidiscodon obscurum
- Silidiscodon thomasi